# Ägyptisch-sudanesische Beziehungen
Die Ägyptisch-sudanesischen Beziehungen gehen auf Handel und Konflikte beider Gebiete in der Antike zurück. Im Jahr 1820 eroberte Ägypten den Sudan und besetzte das Land und regierte es später als Kondominium mit den Briten, bis der Sudan 1956 seine Unabhängigkeit erklärte. Später trat der Sudan der Arabischen Liga bei, deren Gründungsmitglied Ägypten ist. Die Beziehungen zwischen den aufeinanderfolgenden Regierungen Ägyptens und des Sudan waren danach wechselhaft. Heute sind die Beziehungen freundschaftlich, aber einige Spannungen bleiben bestehen.

## Geschichte

### Vorgeschichte

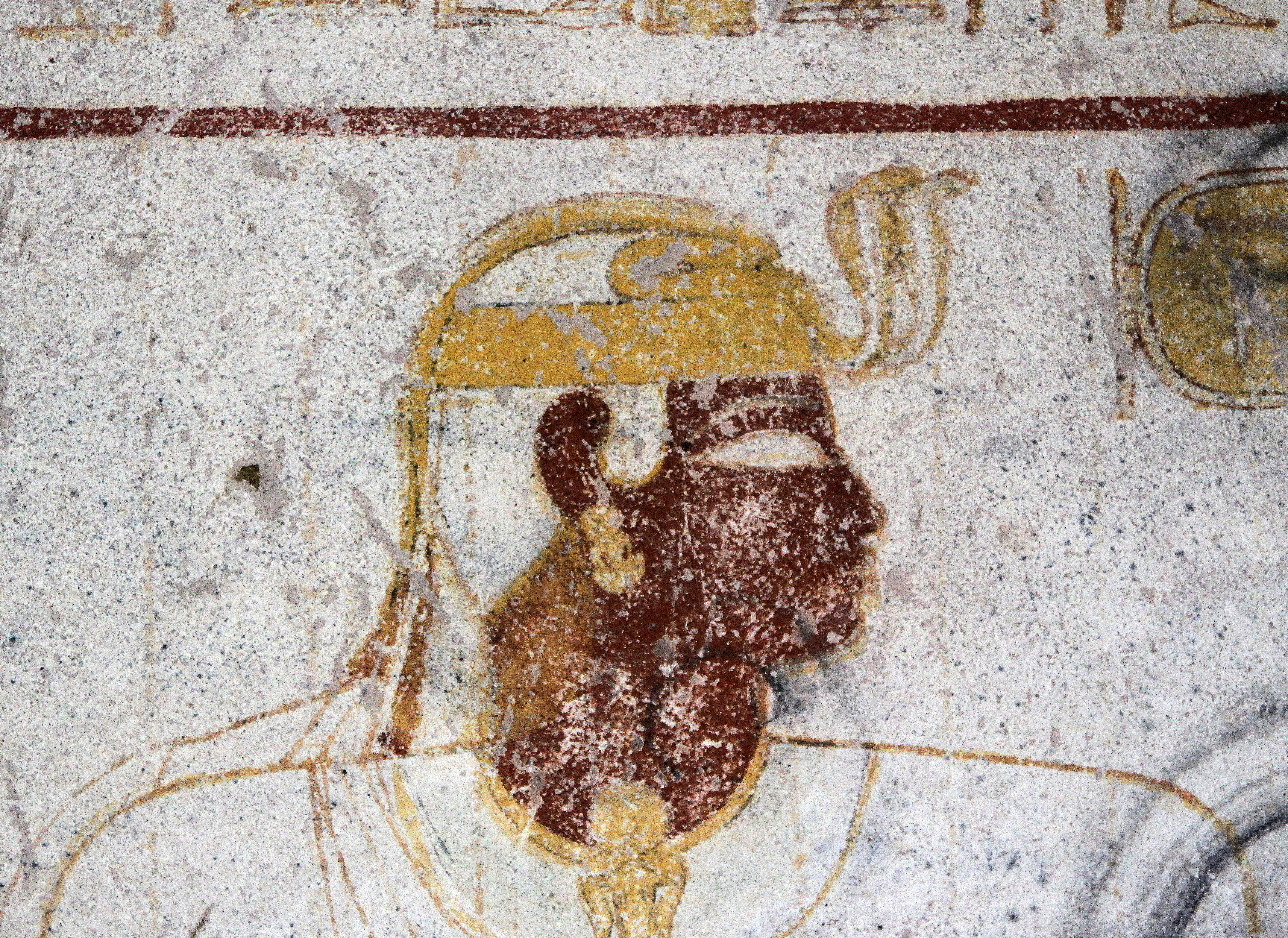
Abbildung des nubischen Pharaos Tanotamun der 25. Dynastie

Die Kontakte zwischen Ägypten und dem Sudan reichen bis in die Antike zurück. Die Wurzeln der alten Handelswege reichen bis 4000 v. Chr. Das antike Reich von Kusch im Nordsudan und das alte Ägypten betrieben Handel und kulturellen Austausch, führten jedoch auch Kriege gegeneinander. Während des Neuen Reiches eroberte Ägypten weiter südlich das Land der Nubier. Später eroberten die Nubier Ägypten und gründeten die fünfundzwanzigste Dynastie von Ägypten. Danach fiel Ägypten an die Perser, Griechen und später an die Römer. Während dieser Zeit verbreitete sich das Christentum in Ägypten und im Sudan. Ägypten wurde 652 n. Chr. vom Raschidun-Kalifat erobert, doch gelang es dem Kalifat nicht, in den Sudan vorzudringen. Zwischen dem muslimischen Ägypten und dem christlichen Sudan wurde ein jahrhundertelanger Friedensvertrag, der so genannte Baqt, geschlossen. Nachdem die Osmanen 1517 Ägypten erobert hatten, konvertierten die Einwohner des Sudan allmählich zum Islam.

### Ägyptisch-britische Herrschaft im Sudan

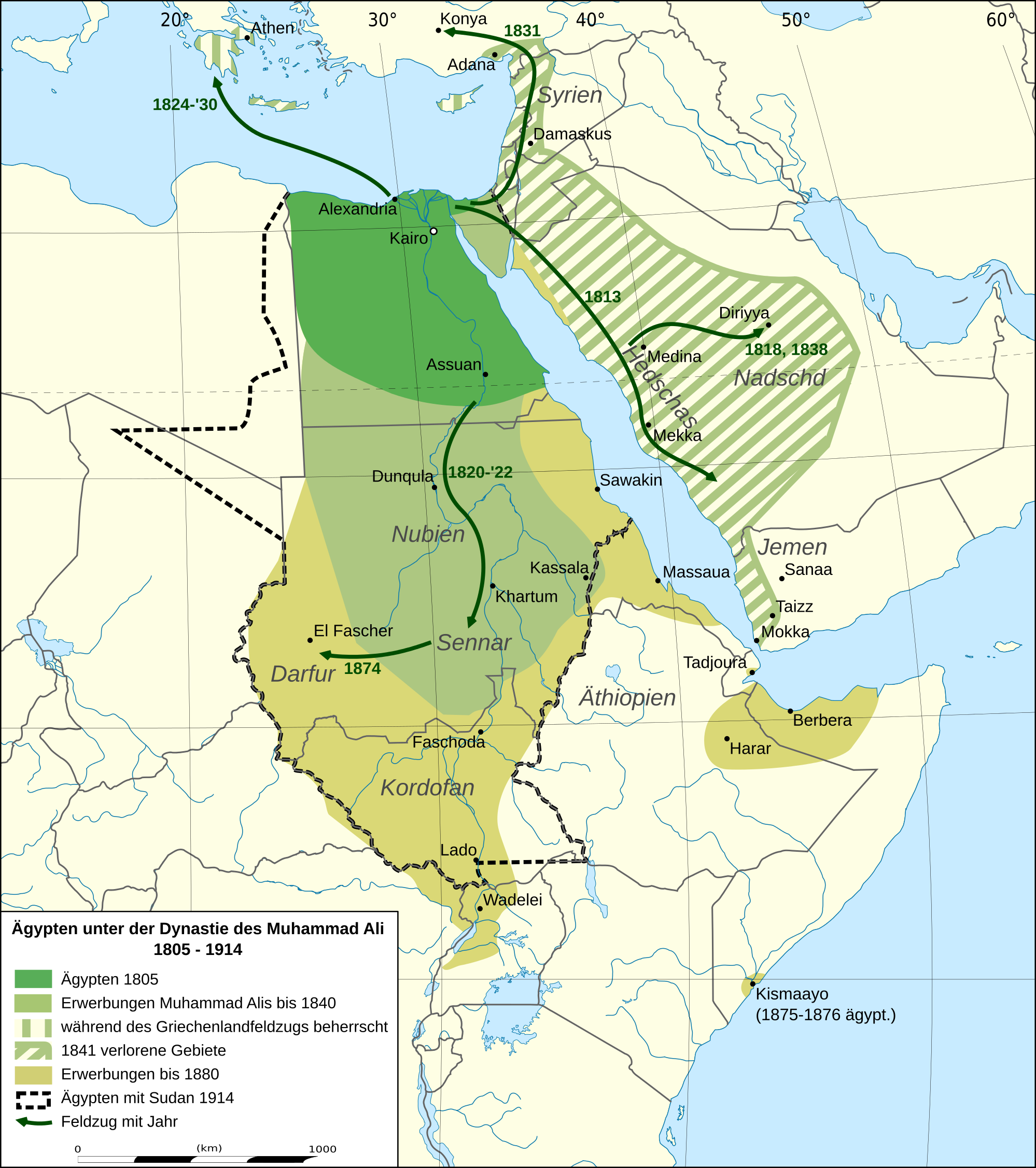
Vorstoß Ägyptens in den Sudan im 19. Jahrhundert

Während Ägypten eine Provinz des Osmanischen Reiches war, eroberte Ägypten unter der Führung des osmanischen Gouverneurs Muhammad Ali Pascha den Sudan und gründete die Stadt Khartum. Nach den Ägyptisch-Osmanischen Kriegen von 1831 und 1841 wurde Ägypten zu einem autonomen Nebenstaat des Osmanischen Reiches, der von der Muhammad-Ali-Dynastie regiert wurde. In dieser Zeit wuchs der britische Einfluss in Ägypten, und es wurde eine anglo-französische Schuldenkommission gebildet, die die Verantwortung für die Verwaltung der ägyptischen Finanzen übernahm und Isma'il Pascha schließlich zur Abdankung zugunsten seines eher pro-britischen Sohnes Tawfiq Pascha zwang. Der britische Verwalter Charles Gordon wurde zum Generalgouverneur des Sudan ernannt. Ein sudanesischer religiöser Führer, Muhammad Ahmad, erklärte sich 1881 selbst zum Mahdi und revoltierte gegen die ägyptische Herrschaft. Trotz der Unterstützung der Briten gelang es Ägypten nicht, den Aufstand niederzuschlagen, und ein Rückzug aus dem Sudan wurde beschlossen. Als Gordon die Evakuierung des Sudans organisieren sollte, geriet er in die Belagerung Khartums durch die mahdistischen Streitkräfte, was schließlich zu seinem Tod führte. Der mahdistische Staat bestand bis 1899, als er von einer anglo-ägyptischen Streitmacht besiegt wurde. Die folgende anglo-ägyptische Herrschaft hatte bis 1956 Bestand. Während dieser Zeit eroberten die Briten Ägypten nach der Niederschlagung eines antibritischen Aufstands im Jahr 1882.
Nach der Rückeroberung des Sudans wurde das Land ab 1899 von einem ägyptisch-britischen Kondominium verwaltet. Das Kondominiumsabkommen vom 19. Januar 1899 sah eine gemeinsame Verwaltung des Sudan durch die britische und die ägyptische Regierung vor. Der 22. Breitengrad wurde als ägyptisch-sudanesische Grenze festgelegt. Die ägyptische Beteiligung war jedoch rein symbolisch zu verstehen. Die oberste zivile und militärische Befehlsgewalt im Sudan wurde dem Generalgouverneur übertragen, der von der britischen Regierung ernannt wurde. Damit war der Sudan effektiv eine britische Kolonie. Nach der ägyptischen Revolution von 1919 und der Deklaration der Unabhängigkeit Ägyptens im Jahr 1922 forderten ägyptische Nationalisten die ägyptische Herrschaft über den Sudan und beriefen sich dabei auf historische Verbindungen und der "Einheit im Niltal". Die britische Regierung war weiterhin involviert, insbesondere nach der Ermordung von Generalgouverneur Sir Lee Stack in Kairo, nach der Ägypten gezwungen war, alle Truppen aus dem Sudan zurückzuziehen. Die ägyptischen Nationalisten war in dieser Zeit der Ansicht, dass der Sudan rechtmäßig zu Ägypten gehöre, obwohl sudanesische Revolutionäre einen unabhängigen Sudan unterstützten. Der anglo-ägyptische Vertrag von 1936 erlaubte Ägypten zwar, Truppen im Sudan zu stationieren, doch blieb der Sudan de facto eine britische Kolonie. Zwei Mächte, Großbritannien und Ägypten, versuchten den Sudan zu kontrollieren. Diese Rivalität führte zum Aufstieg der sudanesischen Eliten, die dazu neigten, sich in anti-ägyptische und anti-britische Fraktionen aufzuspalten. Die Nationale Umma-Partei unter Sayyid Abd al-Rahman al-Mahdi unterstützte die sudanesische Unabhängigkeit von Ägypten, während die Nationale Unionistische Partei (NUP) unter Ismail al-Azhari die Union mit Ägypten befürwortete.
Am 25. Januar 1947 teilte die britische Regierung nach dem Ende des Zweiten Weltkriegs Ägypten mit, dass sie beabsichtige, den Sudan auf die Selbstverwaltung vorzubereiten, wobei Ägypten die Selbstverwaltung des Sudans ablehnte. Die ägyptische Regierung strebte den Abzug der britischen Truppen aus dem Sudan an, und aufgrund der historischen Verbindung zwischen Ägypten und dem Sudan sollte dem Sudan eine Selbstverwaltung im Rahmen einer politischen Union mit Ägypten gewährt werden. Die antibritischen Ressentiments in Ägypten nahmen weiter zu, und am 16. Oktober 1951 kündigte die ägyptische Regierung die dem Kondominium zugrundeliegenden Vereinbarungen auf und erklärte, dass Ägypten und der Sudan rechtlich als Königreich Ägypten und Sudan mit König Farouk als König von Ägypten und dem Sudan vereinigt seien. König Farouk wurde jedoch während der ägyptischen Revolution von 1952 von der Bewegung der Freien Offiziere gestürzt, einer Gruppe von Armeeoffizieren unter der Führung von Mohamed Naguib und Gamal Abdel Nasser, die Ägypten am 18. Juni 1953 zur Republik erklärten. Obwohl Naguib, der halb Sudanese war und viele Jahre seiner Kindheit im Sudan verbracht hatte, eine Union zwischen Ägypten und dem Sudan befürwortete, wurde 1953 ein Vertrag unterzeichnet, der die sudanesische Unabhängigkeit nach drei Jahren ermöglichte. Bei den sudanesischen Parlamentswahlen 1953 erhielt die NUP von Ismail al-Azhari die Mehrheit der Sitze im Parlament. Trotz der Mehrheit bei den Wahlen erkannte Azhari, dass sich die öffentliche Meinung gegen eine ägyptisch-sudanesische Union gewandt hatte. Azhari, der der wichtigste Sprecher für die "Einheit des Niltals" gewesen war, änderte daher die Haltung der NUP und unterstützte die sudanesische Unabhängigkeit. Am 19. Dezember 1955 verabschiedete das sudanesische Parlament unter Azharis Führung einstimmig eine Unabhängigkeitserklärung, die am 1. Januar 1956 in Kraft trat und die Republik Sudan schuf.

### Nach 1956

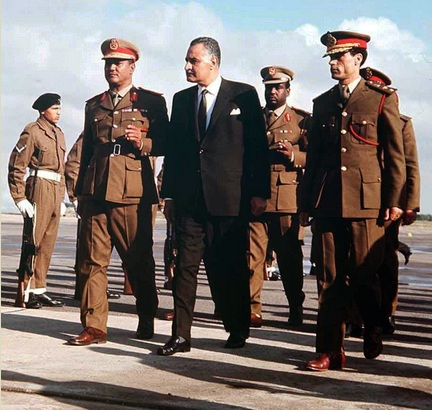
Dschafar an-Numairi, Gamal Abdel Nasser und Muammar al-Gaddafi (1969)

Gamal Abdel Nasser konnte Naguib politisch ausmanövrieren und wurde 1956 Präsident von Ägypten. Unter Azhari unterhielt der Sudan herzliche Beziehungen zu Ägypten, bis es 1958 zu Meinungsverschiedenheiten über die Grenze und die Wasserressourcen des Nils kam. Nassers Ägypten vereinigte sich später mit Syrien und gründete die Vereinigte Arabische Republik, während Azharis Regierung im selben Jahr durch einen Staatsstreich gestürzt wurde. Die Beziehungen zur Arabischen Republik und zur neuen Regierung unter Premierminister Abdallah Chalil verbesserten sich, und beide Regierungen unterzeichneten 1959 ein Abkommen über die Wasserressourcen des Nils. 1969 stürzte eine Verschwörung sudanesischer Offiziere unter der Führung von Oberst Dschafar an-Numairi die sudanesische Regierung. Numairi vertrat eine panarabische, nationalistische politische Position und unterzeichnete u. a. die Charta von Tripolis mit der Arabischen Republik und Libyen, in der er die Koordinierung der Politik erklärte. Er unterzeichnete auch Verträge mit dem ägyptischen Präsidenten Anwar Sadat, Nassers Nachfolger, und stand ihm nach Sadats Friedensvertrag mit Israel zur Seite, als Ägypten in der arabischen Welt isoliert war.
Sadats Nachfolger, Hosni Mubarak, besuchte 1985 den Sudan, nachdem Numairi im selben Jahr durch einen Militärputsch gestürzt worden war. Numairi lebte bis 1999 in Ägypten im Exil. Die Beziehungen zwischen den beiden Ländern haben seit dem sudanesischen Staatsstreich von 1989, der den Islamisten Umar al-Baschir an die Macht brachte, Höhen und Tiefen erlebt. Ihren Tiefpunkt erreichten die Beziehungen 1995, als Teile der sudanesischen Regierung an einem Komplott der ägyptischen Terrorgruppe Gama'a Islamiyya beteiligt waren, die den ägyptischen Präsidenten Hosni Mubarak ermorden wollte, als dieser auf dem Weg vom Flughafen Addis Abeba zu einem Gipfeltreffen der Organisation für Afrikanische Einheit (heute Afrikanische Union) in der äthiopischen Hauptstadt war. Grund dafür solle ein Territorialkonflikt zwischen beiden Ländern gewesen sein. Der Sudan bezeichnete dies als "ungerechte und unbegründete Behauptungen" in einem Schreiben an die Vereinten Nationen. Ende 1999 hatte sich die ägyptische Wut auf den Sudan gelegt, und Präsident al-Baschir besuchte Ägypten, wo die beiden Staatsoberhäupter die Normalisierung der diplomatischen Beziehungen vereinbarten. Ab 2000 verstärkte sich allerdings der Streit um die Wassernutzungsrechte des Nils und der Sudan forderte eine Revision des Abkommens von 1959. Sieben der acht anderen Anrainerstaaten – Burundi, die Demokratische Republik Kongo, Äthiopien, Kenia, Ruanda, Tansania und Uganda – drängten ebenfalls auf eine Überarbeitung des Wasserverteilungsschlüssels. 1999 gründeten alle Nilanreiner die Nilbecken-Initiative als Diskussionsforum für die Zusammenarbeit bei der Entwicklung des Nilbeckens.
al-Baschir kehrte 2002 nach Kairo zurück, wo beide Seiten die Zusammenarbeit in einer Reihe von Feldern ausweiteten. Mubarak revanchierte sich für den Besuch, indem er im folgenden Jahr nach Khartum reiste. 2004 reiste al-Bashir erneut nach Kairo, wo die beiden Staatsoberhäupter eine Annäherung beider Länder vereinbarten. Die beiden Regierungen kamen überein, eine Freihandelszone entlang der ägyptisch-sudanesischen Grenze einzurichten, in der Waren zollfrei ausgetauscht werden sollten. Die Liberalisierung des Grenzverkehrs wurde durch anhaltende politische Streitigkeiten jedoch behindert. Der Sudan schätzte jedoch die Unterstützung Ägyptens für seine Politik in Darfur, die zu internationalen Sanktionen gegen den Sudan führten. Ägypten entsandte auch Truppen zur Mission der Vereinten Nationen und der Afrikanischen Union in Darfur. Ägyptens Politik gegenüber dem Sudan bestand auch darin, einen geeinten Sudan zu befürworten. Daher war Ägypten nicht direkt am sudanesischen Friedensprozess beteiligt, der den Menschen im Südsudan das Recht gab, sich abzuspalten und 2011 nach dem langen Sezessionskrieg im Südsudan einen unabhängigen Staat zu bilden. Ägypten akzeptierte die Abspaltung des Südsudans, auch wenn dadurch ein neuer Nil-Anrainerstaat entstand.
Am 15. April 2023 brach im Sudan ein Bürgerkrieg zwischen den sudanesischen Streitkräften (SAF) und den schnellen Eingreiftruppen (RSF) aus. Ägypten hatte sich durch die Lieferung von Soldaten und Kampfflugzeugen auf die Seite des sudanesischen Militärs gestellt. Der ägyptische Präsident Abdel Fattah el-Sisi stand in enger Verbindung mit dem sudanesischen Militärführer Abdel Fattah Burhan. Anfang 2023 startete Ägypten in Kairo eine politische Initiative zur Beilegung der Differenzen zwischen SAF und RSF, bei der sie jedoch eindeutig den SAF zuneigte.

## Grenzstreit

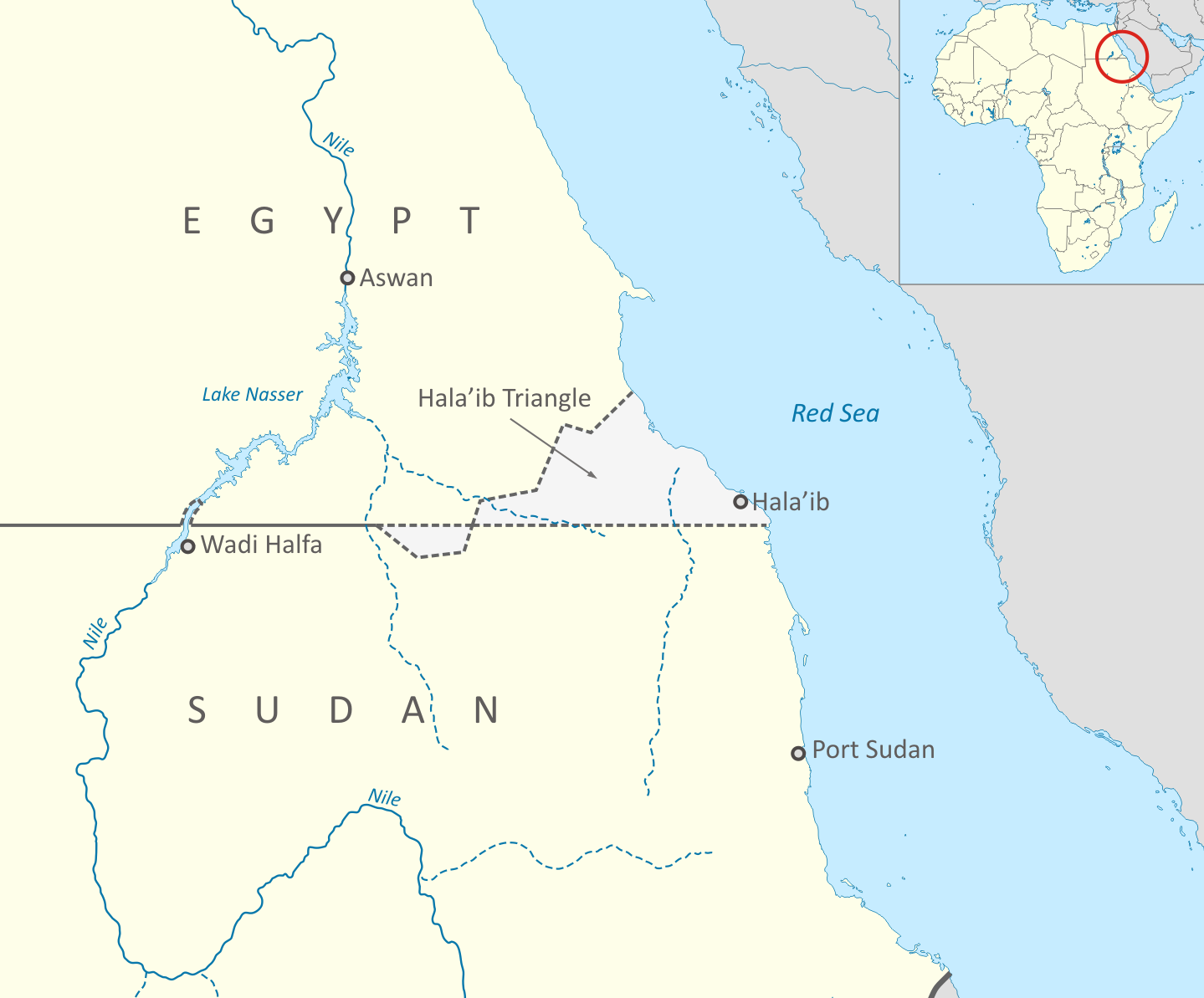
Das Hala’ib-Dreieck

Beide Seiten haben es bislang nicht geschafft, einen langjährigen Streit über den Verlauf ihrer Grenze in der Nähe des Roten Meeres beizulegen, ein Gebiet, das als Hala’ib-Dreieck bezeichnet wird. Das Gebiet ist reich an Mineralien und Gold und wird hauptsächlich von Nomadenstämmen bewohnt. Ägypten besetzte das umstrittene Gebiet, aber die Angelegenheit blieb ein Konfliktpunkt zwischen beiden Seiten. al-Baschir ließ die Kontroverse 2010 wieder aufleben, als er erklärte, das Gebiet sei Teil des Sudan.
Im Grenzgebiet zwischen beiden Staaten lebt die Volksgruppe der Nubier, welche teilweise durch den Bau des Assuan-Staudamms vertrieben wurde.